# 賈洪
贾洪（?—?），字叔业，京兆郡新丰县（治今陕西省渭南）人，三国时曹魏学者。
贾洪好学有才，尤其精通《春秋左传》。建安初年，为郡吏。当州中从参军事以下百馀人，只有贾洪与冯翊嚴苞才学最高。贾洪历任三县令，亲授学生。后来马超反曹，马超劫持贾洪，带到华阴，让他作露布。贾洪为他写作。司徒锺繇一看文章，就知道是贾洪所作也。马超失败后，贾洪被曹操召署军谋掾。因为以前为马超作露布文，于是没有升官。之后出任为阴泉县长。延康年间，转任为白马王相。白馬王曹彪也喜欢好文学，常常以賈洪為師，對待他比對待三公還尊敬。几年后贾洪病亡，时年五十馀岁，时人为他没有官至二千石惋惜。